# Arcuphantes awanus
Arcuphantes awanus är en spindelart som beskrevs av Ono och Saito 200. Arcuphantes awanus ingår i släktet Arcuphantes och familjen täckvävarspindlar. Inga underarter finns listade i Catalogue of Life.